# The Greatest Race on Earth
The Greatest Race on Earth war eine vierteilige Marathonserie im Staffellauf-Stil. Es war die weltweit einzige Marathonserie und Marathon Mannschaftswettbewerb und bot einen der höchsten Preispools der Leichtathletik mit einer Million US-Dollar an. Organisiert wurde diese von der Standard Chartered Bank von 2004 bis 2009. Als die vier Stationen dienten der Nairobi-Marathon, Singapur-Marathon, Mumbai-Marathon und Hong Kong Marathon, welche ebenfalls von Standard Chartered gesponsert wurden. Angetreten sind Teams aus vier Läufern gleichen Geschlechts, von welchen jeder an einer der vier Stationen angetreten ist. Als Siegerteam wurde dieses mit der kürzesten Gesamtzeit, über alle vier Stationen, bestimmt. Es war neben dem Vollmarathon auch möglich für die Teams auf den Halbmarathonstrecken der jeweiligen Stationen anzutreten.